# 溆浦崇实书院
溆浦崇实书院是位于中国湖南省怀化市溆浦县龙潭镇岩板村的一所历史书院，创建于清道光十四年（1834年）。书院初名“延陵家塾”，为吴氏家族私塾，清咸丰五年（1855年）更名为“崇实书院”。于2019年被列为全国重点文物保护单位。